# Guido Leoni
Pour les articles homonymes, voir Leoni.
Guido Leoni, né le 25 octobre 1920 à Vérone et mort à Rome le 1er décembre 1998, est un réalisateur et un scénariste italien.

## Biographie
Guido Leoni a commencé pendant ses études de droit à écrire des pièces radiophoniques pour les émissions de radio de la Rai. Pour le cinéma, il écrit son premier scénario en 1949. En 1952, il travaille pour Carlo Ludovico Bragaglia (L'eroe sono io) et commence une longue collaboration en réalisant des films comiques avec Walter Chiari, Aldo Fabrizi et Renato Rascel. Ensuite, il travaille principalement pour la radio et la télévision, mais tourne également quelques films. Vers la fin des années 1960 il reprend activement l'écriture de scénarios et la réalisation de films jusqu'en 1977 avec La Casa Sul Lago, son dernier film.

## Filmographie

### Réalisation
- 1948 : Alegres vacaciones, coréalisé avec José María Blay et Arturo Moreno
- 1954 : Di qua, di là del Piave (it)
- 1955 : I pinguini ci guardano
- 1957 : Rascel-Fifì (it)
- 1958 : Rascel Marine (it)
- 1960 : Vacances en Argentine (Vacanze in Argentina)
- 1968 : Il mondo brucia
- 1971 : La Croisière de la terreur (Ore di terrore) (sous le nom de « Robert Bradley »)
- 1974 : Commissariat de nuit (Commissariato di notturna)
- 1974 : Chi ha rubato il tesoro dello scia?
- 1975 : La supplente (it)
- 1976 : Le seminariste (it)
- 1976 : Oh, mia bella matrigna
- 1978 : I predatori della savana

### Scénario
- 1968 : Gungala, la panthère nue (Gungala la pantera nuda) de Ruggero Deodato